# 中坪駅
中坪駅（チュンピョンえき、朝鮮語: 중평역）朝鮮民主主義人民共和国平安南道順川市にある駅で、満浦線に属する。

## 歴史
- 1932年11月1日：開業[1]。

## 隣の駅
満浦線
順川駅 - 中坪駅 - 閣岩駅